# Марцинковиці (Західнопоморське воєводство)
Марцинковиці (пол. Marcinkowice) — село в Польщі, у гміні Тучно Валецького повіту Західнопоморського воєводства.
Населення — 635 осіб (2011).
У 1975-1998 роках село належало до Пільського воєводства.

## Демографія
Демографічна структура станом на 31 березня 2011 року:
|          | Загалом | Допрацездатний вік | Працездатний вік | Постпрацездатний вік |
| -------- | ------- | ------------------ | ---------------- | -------------------- |
| Чоловіки | 329     | 73                 | 228              | 28                   |
| Жінки    | 306     | 69                 | 163              | 74                   |
| Разом    | 635     | 142                | 391              | 102                  |